# PSYCHO:LOGY
「PSYCHO:LOGY」（サイコロジー）は、日本の歌手・蒼井翔太の楽曲。デジタルシングルとして2022年10月9日に各音楽配信サービスにてリリースされた。

## 概要
- テレビアニメ「ポプテピピック」2期のオープニングソング[2]。
- リリックビデオではポプテピピックの原作者の大川ぶくぶが描いた2種類の蒼井翔太のイラストが出てくる。また、途中3回中指に紙コップを被せたファックサインが出てくる。